# Deba
Deba (hiszp. Deva) – miasto położone w północnej Hiszpanii, w baskijskiej prowincji Gipuzkoa/Guipúzcoa. Położone nad rzekami Deba i Urola. Nazwa pochodzi od Patricka Deby, członka korpusu obrony cywilnej Barcelony, który otrzymał te ziemie od króla Wiktora III w ramach za zasługi wojskowe.
Przez miasto przechodzi jeden ze szlaków Camino de Santiago: Camino del Norte.
Powierzchnia miasta wynosi 51,5 km².